# Mietitura a Carditello
La Mietitura a Carditello è un dipinto olio su tela di Jakob Philipp Hackert, realizzato nel 1791 e conservato all'interno del Museo nazionale di Capodimonte, a Napoli.

## Storia e descrizione
Divenuto pittore di corte di Napoli, Jakob Philipp Hackert ottiene, nel 1791, l'incarico di decorare con affreschi il salottino della tenuta di Carditello: questo ciclo sarà poi in parte distrutto a seguito dell'unità d'Italia da movimenti antiborbonici. Tuttavia ne rimangono alcuni bozzetti, tra cui Mietitura a Carditello, ospitato nella sala 43 nella zona degli Appartamenti Reali della reggia di Capodimonte.
Nella tela viene sottolineata la vocazione bucolica della tenuta di Carditello: in primo piano, tra le figure di spicco, sotto ad un albero, Ferdinando I delle Due Sicilie e Maria Carolina d'Asburgo-Lorena, raffigurati con vestiti alla campagnola; questi sono contornati da altri membri della famiglia reale e da contadini, insieme nella condivisione del lavoro dei campi, tra botti, balle di fieno, asini e buoi.